# Cortegaça (Ovar)
Cortegaça es una freguesia portuguesa del concelho de Ovar, con 10,12 km² de superficie y 4.066 habitantes (2001). Su densidad de población es de 401,8 hab/km².